# Huinculsaurus
Huinculsaurus montesi
Genre
Espèce
Huinculsaurus (qui signifie « lézard de la formation Huincul ») est un genre éteint de dinosaures Noasauridae du crétacé supérieur de la formation de Huincul, dans la province de Neuquén, en Argentine. Le type et l'unique espèce est Huinculsaurus montesi. Il mesurait probablement environ 3 mètres à l'âge adulte, bien que ce ne soit qu'une spéculation puisqu'aucun spécimen adulte n'est actuellement connu.

## Découverte et dénomination

Taille de Huinculsaurus.

Huinculsaurus n'est connu que par trois vertèbres thoraciques et deux vertèbres sacrées d'un individu immature, découvert vers 1991. Il a été découvert à dix mètres du lieu de découverte de l'holotype de Ilokelesia et les vertèbres ont été séparées mécaniquement lors de la préparation. Le genre a finalement été nommé en 2020.

## Classification
Huinculsaurus a été placé dans la sous-famille Elaphrosaurinae des Noasauridae en 2020. Il était le plus étroitement apparenté à Elaphrosaurus et Limusaurus, tous deux du Jurassique supérieur. Cela ferait de Huinculsaurus le plus jeune Elaphrosaurinae connu.